# Cheval des Outer Banks
Vous lisez un « article de qualité » labellisé en 2011.
Le cheval des Outer Banks est une population de chevaux sauvages vivant sur les îles barrière des Outer Banks, en Caroline du Nord. Ils sont petits, robustes, et dotés d'un tempérament docile. Issus d'animaux espagnols domestiques et probablement amenés dans les Amériques au XVIe siècle, leurs ancêtres sont peut-être redevenus sauvages après avoir survécu à des naufrages, ou simplement après avoir été abandonnés sur les îles de l'une des expéditions d'exploration dirigées par Lucas Vázquez de Ayllón ou Richard Grenville. Les populations se trouvent sur l'île d'Ocracoke, Shackleford Banks, Currituck Banks, et dans le Rachel Carson Estuarine Sanctuary.
Bien qu'ils puissent piétiner les plantes et les animaux qui nichent au sol, et ne soient pas considérés comme une espèce indigène des îles, les chevaux des Outer Banks sont autorisés à y rester en raison de leur importance historique. Ils survivent en pâturage sur les herbes des marais, qui leur fournissent de l'eau ainsi que de la nourriture, complétées par des points d'eau douce temporaires.
Pour éviter la surpopulation et la consanguinité, et pour protéger leur habitat de la surexploitation, ces chevaux sont gérés par le National Park Service, l'État de Caroline du Nord, et plusieurs organismes privés. Les maladies, comme l'anémie infectieuse équine, dont une épidémie a été découverte et éliminée sur l'île Shackleford en 1996, sont également sous surveillance. Ils sont protégés de la circulation sur la Highway 12. Les populations iliennes sont limitées par l'adoption et par le contrôle des naissances. Des animaux sont prélevés dans la nature puis dressés pour les loisirs, l'attelage, et occasionnellement des patrouilles montées.

## Histoire

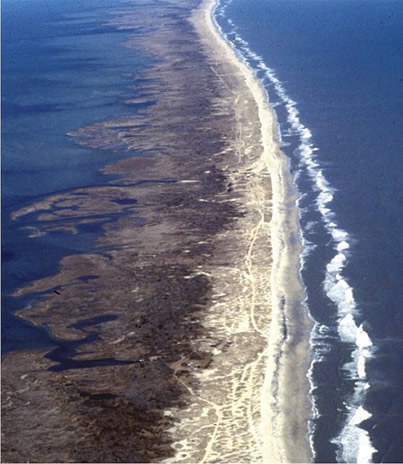
Vue aérienne d'une île barrière en Caroline du Nord.

Les chevaux des Outer Banks sont souvent qualifiés de chevaux « sauvages » car ils vivent en liberté. Toutefois, leurs ancêtres étaient domestiqués : il s'agit donc d'un cas de marronnage.

### Théories sur l'origine
Ces chevaux sont vraisemblablement arrivés sur les îles barrière au cours du XVIe siècle. Plusieurs hypothèses sont avancées concernant leurs origines, sans qu'aucune ne soit entièrement confirmée scientifiquement. Des traditions orales se sont tissées entre les habitants des îles et ces chevaux sauvages. D'après les anciens « Ils ont toujours été là, et ont nagé à terre hors de bateaux qui coulaient ». Un habitant qui a étudié leur population suggère qu'il pourrait s'agir de la plus ancienne population équine d'Amérique du Nord.

#### Galions naufragés
Selon une théorie, les ancêtres de ces chevaux se seraient échappés à la nage des cales de galions espagnols naufragés. Les vaisseaux retournant en Espagne depuis les Amériques profitent du Gulf Stream et de l'alizé, leur trajet les amène à moins de 32 km des Outer Banks. Les bancs cachés ont coulé de nombreux vaisseaux, au point de valoir à cette région le surnom de « cimetière de l'Atlantique ». Au moins huit épaves découvertes dans la région sont d'origine espagnole, datant d'entre 1528 et 1564. Ces navires ont coulé assez près de la terre ferme pour permettre aux chevaux de gagner le rivage. Il est également possible que, confrontés à des conditions météorologiques dangereuses, des navires se soient réfugiés près de la côte, où les chevaux auraient été lâchés et perdus. Cependant, la présence de chevaux sur les navires espagnols revenant des Amériques reste à confirmer, l'espace disponible à leur bord étant principalement destiné à transporter des richesses comme l'or et l'argent.

#### Lucas Vázquez de Ayllón
Une autre théorie fait état de 89 chevaux amenés sur ces îles en 1526 par l'explorateur espagnol Lucas Vázquez de Ayllón. La tentative de colonisation à San Miguel de Gualdape (près de la Santee River en Caroline du Sud) échoue et les colons sont obligés de partir, probablement en Caroline du Nord. Environ 450 des 600 colons d'origine meurent par la suite, avec la désertion, la maladie et l'arrivée d'une gelée précoce, dont Vázquez de Ayllón lui-même. Faute d'une direction efficace, la nouvelle colonie ne dure que deux mois, après quoi les survivants l'abandonnent et fuient vers Hispaniola, laissant leurs chevaux derrière eux. Ces derniers auraient fait souche et seraient les ancêtres de la population actuelle sur les Outer Banks.

#### Richard Grenville
Une théorie similaire voudrait que Sir Richard Grenville ait amené des chevaux sur les îles en 1585, alors qu'il tentait d'y établir une base navale anglaise. Les cinq bateaux de l'expédition s'échouent à Wococon, l'actuelle île d'Ocracoke. Les documents indiquent que les vaisseaux transportent plusieurs types d'animaux obtenus grâce au commerce avec Hispaniola, dont des « juments, du bétail, des taureaux, des boucs, porcs [et] moutons ». Si les petits navires de Grenville sont facilement renfloués, l'un des plus grands, le Tiger, est quasiment détruit. Les spécialistes supposent que l'équipage a tenté d'alléger le navire, soit en déchargeant les chevaux, soit en les forçant à gagner la mer, et à nager jusqu'au rivage. Dans une lettre à Sir Francis Walsingham cette même année, Grenville suggère que les animaux domestiques ont pu survivre sur l'île après l'échouement de ses navires.
Le naturaliste John Lawson mentionne la présence de chevaux dans les Outer Banks lors de son exploration des îles, de 1700 à 1710, en notant leur extraordinaire résistance. En 1856, Edmund Ruffin fait part de captures réalisées régulièrement, et ajoute que les animaux sont de petite taille. Les chevaux perdurent aux côtés des colons établis, survivant aux ouragans, à la sécheresse, aux vents, et à des abattages volontaires. Ils sont alors nommés « sand banks » par les populations locales. Ils demeurent isolés dans ce qui est l'une des régions les moins développées des États-Unis, avec une population estimée à 500 ou 600 individus en 1926, jusqu'à l'explosion du tourisme dans les années 1980. En 1982, les membres du Spanish Mustang Registry les inscrivent au registre du mustang espagnol, précisant qu'ils forment l'une des dernières populations de ce type dans l'Est des États-Unis. Ils y restent inscrits jusqu'à la mort du fondateur du registre, de nouvelles recherchent les rattachant plutôt au cheval colonial espagnol : en 2007, ils sont définitivement inclus à ce groupe, en raison de la persistance de forts caractères espagnols dans leur morphologie.

## Description

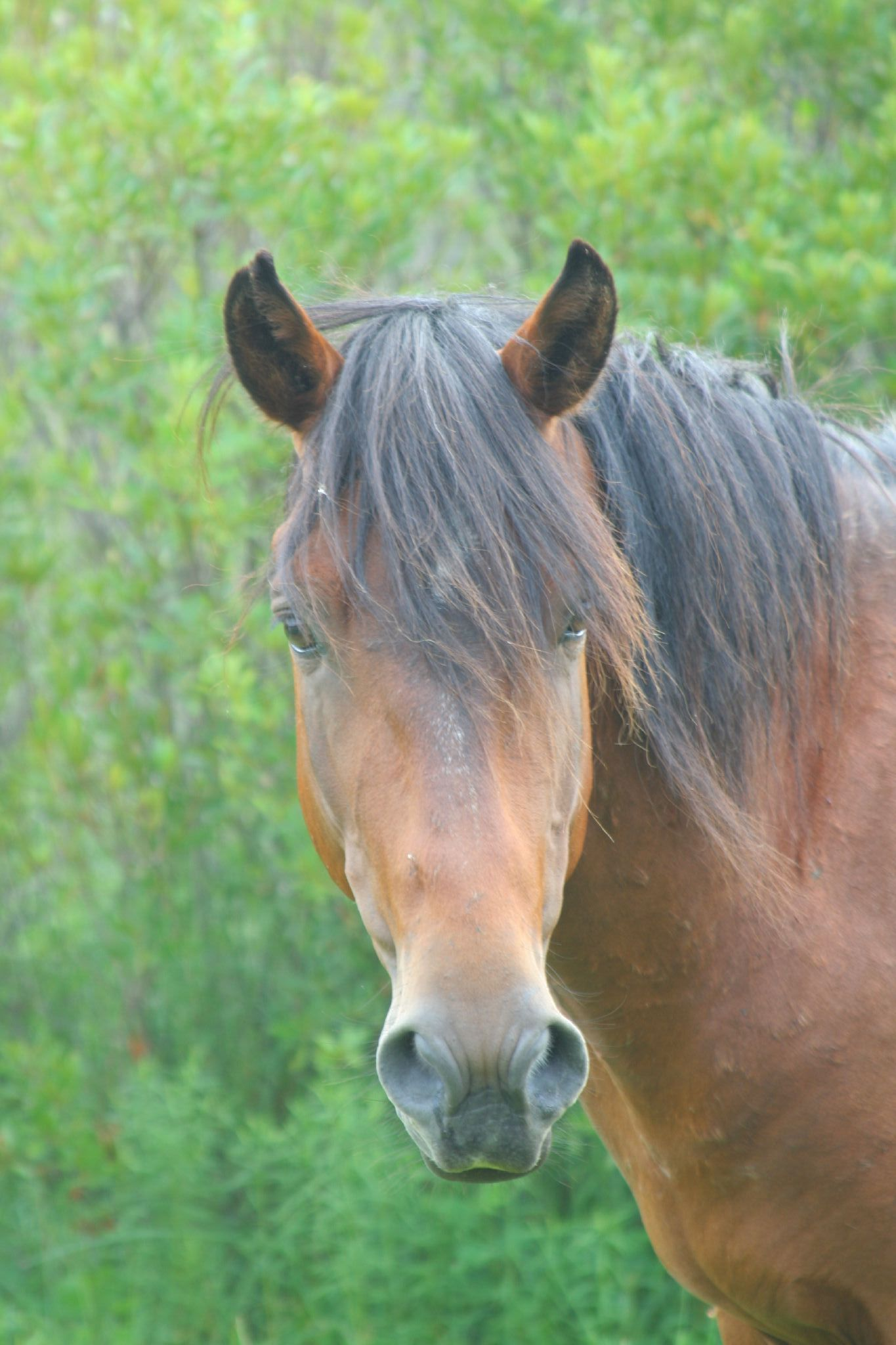
Tête d'un cheval des Outer Banks.

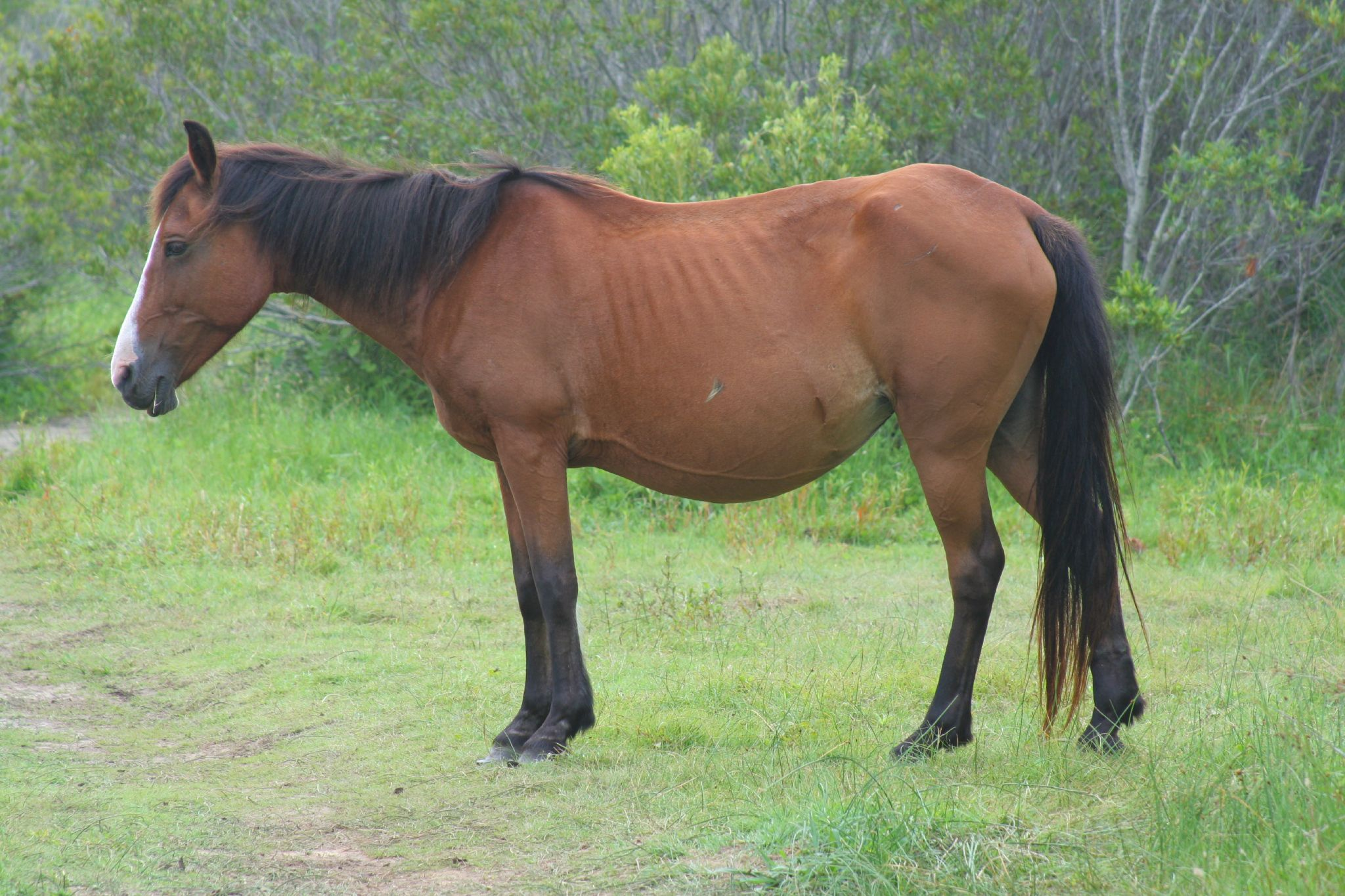
Jument pleine.

Ils sont parfois qualifiés de « poneys » en raison de leur taille, mais historiquement, il s'agit bien de chevaux dont le gabarit s'est réduit sous l'effet du manque de nourriture et du climat rude, soit entre 1,32 m et 1,50 m au garrot pour 360 à 450 kg. Leur conformation est compacte et trapue. Les chevaux des Shackleford Banks tendent à être plus petits (13 mains, soit 1,32 m) que ceux de Corolla (14 mains, soit 1,42 m).
Le front est large avec un profil rectiligne ou légèrement convexe, de larges naseaux en croissant et une encolure typique du cheval espagnol. La poitrine est profonde mais étroite, le dos est court avec une croupe inclinée et une queue attachée bas. L'os du canon des jambes est de forme ovale, un trait considéré comme révélateur d'une « forte ossature », ou de solidité. Les excroissances calleuses nommées « châtaignes » sont de très petite taille, et difficilement détectables. La plupart des chevaux n'ont pas de châtaignes sur les jambes postérieures.
La robe peut présenter toutes les teintes possibles, bien qu'elle soit plus fréquemment baie, baie-brune ou alezane, parfois avec le gène Dun, des crins lavés et du pie.
Ces chevaux sont rustiques et robustes, amicaux et dociles, ils se rééduquent à la vie domestique facilement et deviennent aptes à porter un cavalier en très peu de temps.
Certaines de leurs caractéristiques indiquent des origines partagées avec les races issues du cheval colonial espagnol. La présence du marqueur génétique « Q-ac » suggère que ces chevaux ont des ancêtres communs avec deux races ibériques : le Mustang des monts Pryor, et le Paso Fino. Issues d'une souche commune, elles ont divergé voici 400 ans. Le cheval des Outer Banks présente aussi des lames vertébrales lobées sur l'atlas, plutôt que semi-circulaires, et une colonne vertébrale parfois fusionnée à la cinquième et la sixième vertèbre lombaire. Aucun changement fonctionnel ne résulte de ces différences vertébrales. Le profil convexe, fréquent chez eux, indique lui aussi une origine espagnole. Enfin, la population de l'île d'Ocracoke a 17 côtes, au lieu de 18 chez les autres chevaux.

### Allures
Les chevaux des Outer Banks font des longues foulées, et beaucoup sont en mesure de marcher l'amble rompu et l'amble classique. Ce sont des traits en commun avec le cheval espagnol.
Les chevaux de l'île Shackleford ont fait l'objet d'une étude visant à déterminer la présence de la mutation du gène DMRT3 à l'origine de ces allures supplémentaire : l'étude de 41 sujets a permis de détecter la présence de cette mutation chez 11 % d'entre eux, ainsi que de confirmer l’existence de chevaux avec des allures supplémentaires parmi cette population. 

## Vie sauvage

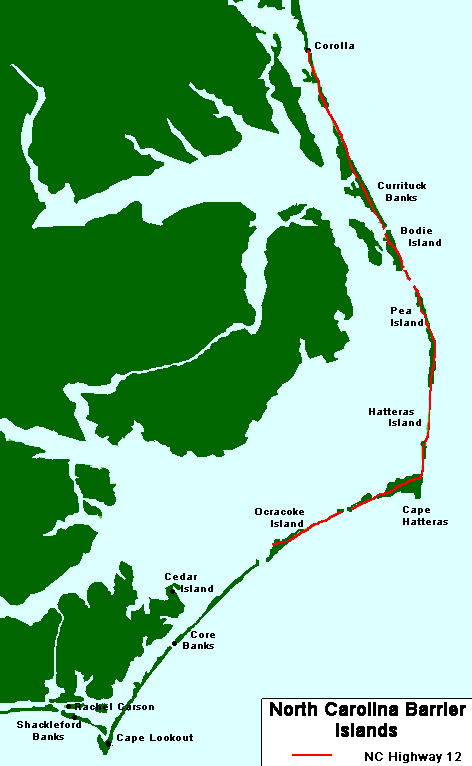
Carte des Outer Banks où vivent les hardes.

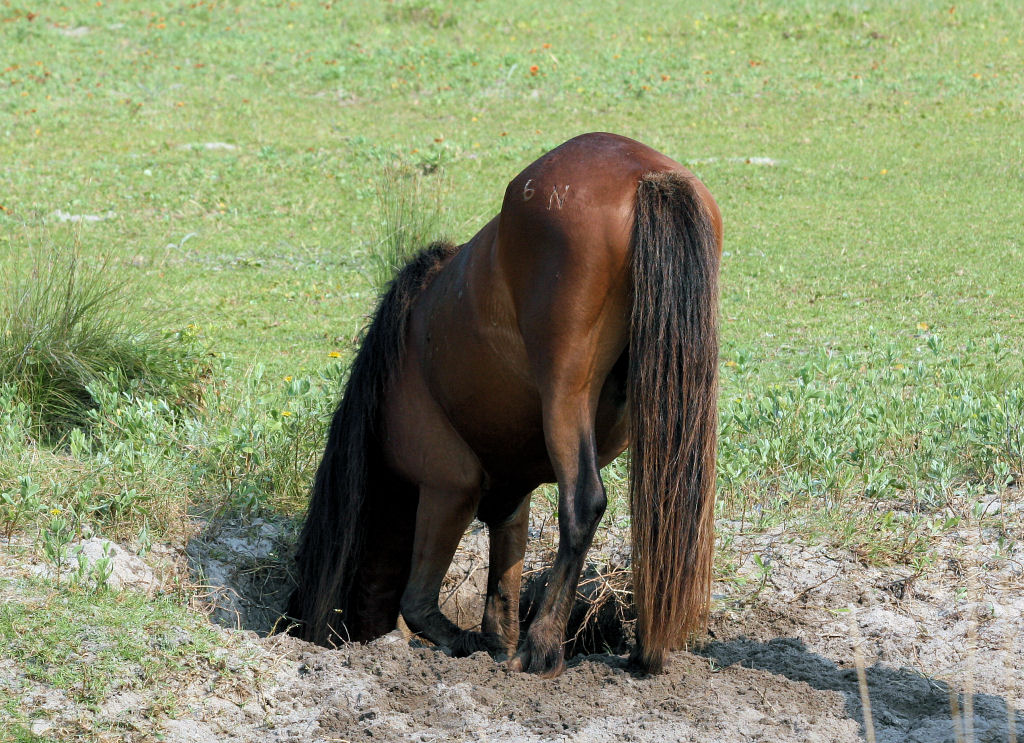
Cheval de Shackleford Banks buvant dans un trou qu'il a creusé.

En 2009, la population de chevaux restés sauvages et préservés de croisements extérieurs est estimée à moins de 210 individus, qui vivent dans la longue et étroite bande d'îles-barrières des Outer Banks, en Caroline du Nord. Shackleford Banks abrite la plus grosse population, avec 110 à 130 têtes, tandis que les chevaux de Corolla sont moins de 90. La petite population d'Ocracoke, nourrie par l'homme, n'est pas considérée comme sauvage, d'autant plus qu'elle a subi des croisements avec des chevaux domestiques extérieurs.
Ces îles sont des dépôts de sédiments au large, séparés du continent par une étendue d'eau, comme un estuaire ou un bras de mer. Les conditions climatiques sont rudes, le passage de tempêtes et d'ouragans fréquent.
Les îles peuvent être distantes de 50 km de la côte, la plupart font moins d'un mile (1,6 km) de large. La végétation est clairsemée et se compose principalement d'herbes grossières et de quelques arbres rabougris. Chaque île de la chaîne est séparée de la suivante par un grau laissant passer la marée. La petite taille des chevaux est attribuée, en partie, aux nutriments limités dans leur régime alimentaire. Ils broutent surtout les graminées Spartina, mais se nourrissent aussi d'autres plantes telles que Typha latifolia (la massette à larges feuilles), Uniola paniculata et parfois du sumac vénéneux.
Les chevaux qui vivent près des habitations humaines, comme celles de Currituck Banks, vont parfois pâturer sur les pelouses résidentielles et d'aménagement paysager. Les chevaux domestiqués élevés avec une alimentation équine fabriquée par l'homme à partir d'un âge précoce tendent à devenir légèrement plus grands que les autres.
L'eau est une ressource limitée, due au fait que les îles sont entourées d'eau salée et n'ont pas de source d'eau douce ou de mare permanentes. Ce qui rend les chevaux dépendants de points d'eau éphémères issus de la pluie, et de l'humidité dans la végétation qu'ils consomment. Les animaux sont connus pour creuser des trous profonds, allant de 80 cm à 1,20 m, afin de trouver de l'eau douce souterraine, mais il leur arrive parfois de recourir à de l'eau de mer potable. Cela leur donne une apparence « gonflée », conséquence de la rétention d'eau causée par l'effort de l'organisme à maintenir l'équilibre osmotique. 

## Impact sur l'environnement

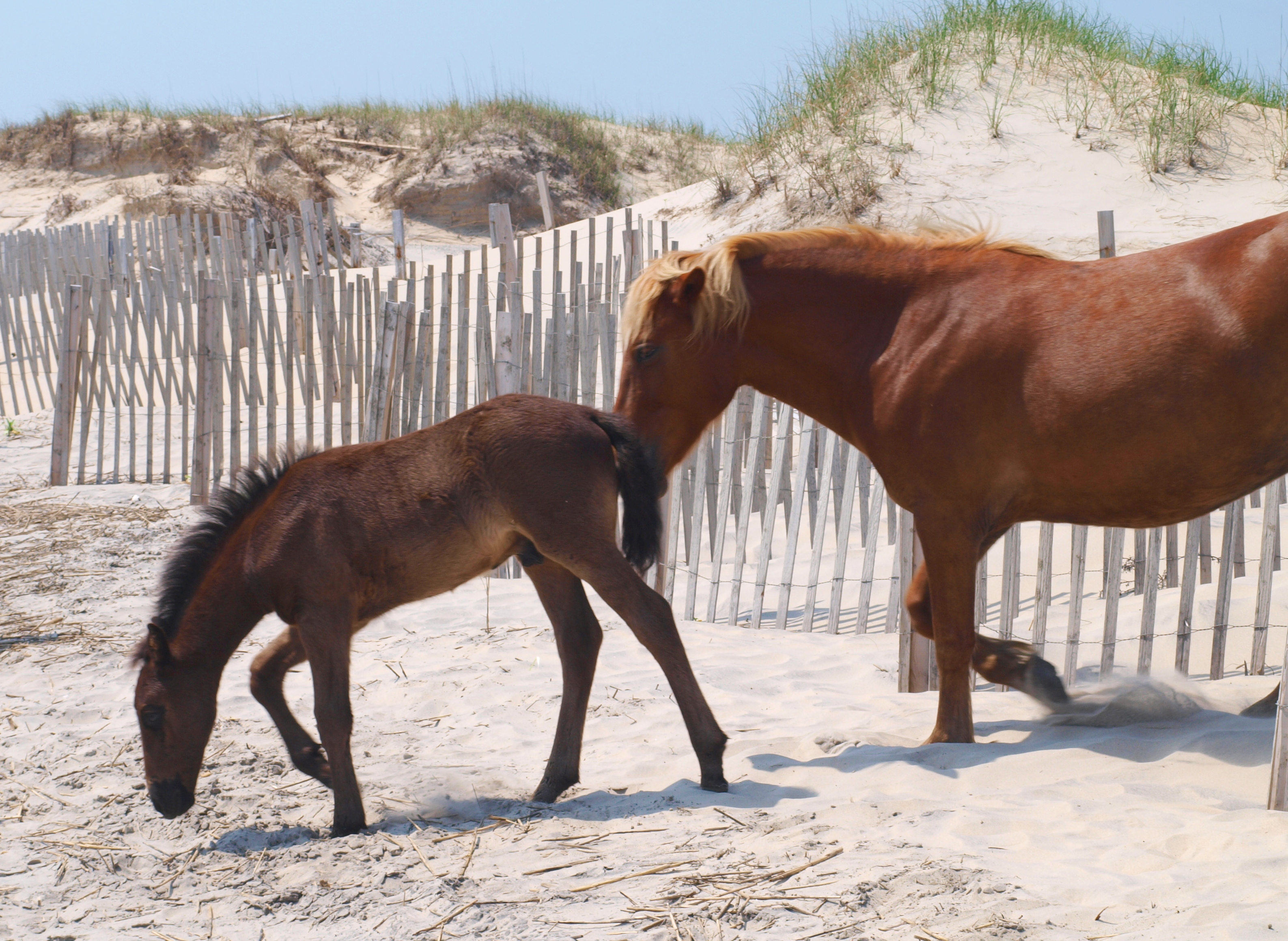
Une jument et son poulain sur le sable.

Le National Park Service (NPS) est préoccupé par l'impact des chevaux des Outer Banks sur la santé environnementale des îles-barrières de Caroline du Nord. Initialement, le NPS a cru que ces chevaux non-autochtones consommeraient toutes les spartines et toutes les forêts maritimes, les deux étant considérés comme essentiels à leur survie. Des recherches en 1987 ont fourni des informations sur leur alimentation, suggérant le contraire. La moitié de leur régime alimentaire se compose de spartines, 4 % de leurs nutriments seulement viennent de la forêt maritime. L'étude en a conclu que suffisamment d'éléments nutritifs sont reconstitués à chaque marée pour empêcher une baisse de la croissance végétative due au surpâturage. Une étude de 2004 déclare que le plus grand impact sur la vie végétale n'est pas dû au pâturage, mais aux dommages subis par les plantes lorsqu'elles sont piétinées par les sabots des chevaux. Les chevaux constituent aussi une menace pour les animaux qui nichent au sol tels que les tortues de mer et les limicoles. Ils interrompent en effet les nichages et peuvent écraser les jeunes.

## Gestion et programme d'adoption
Étant considérés comme faisant partie du patrimoine côtier de Caroline du Nord, les chevaux ont été autorisés à rester sur les îles barrière. Pour faire face à l'expansion démographique, prévenir la consanguinité et tenter de minimiser les dommages sur l'environnement, plusieurs organismes se partagent la gestion des troupeaux. En 2009, l’American Livestock Breeds Conservancy a fait passer le statut de la race de « menacé » à « en danger critique ». L’Equus Survival Trust estime aussi que les chevaux des Outer Banks sont en danger critique. L'évaluation 2016 de ce même organisme se situe entre « danger critique » et « presque éteint ».

### Île d'Ocracoke

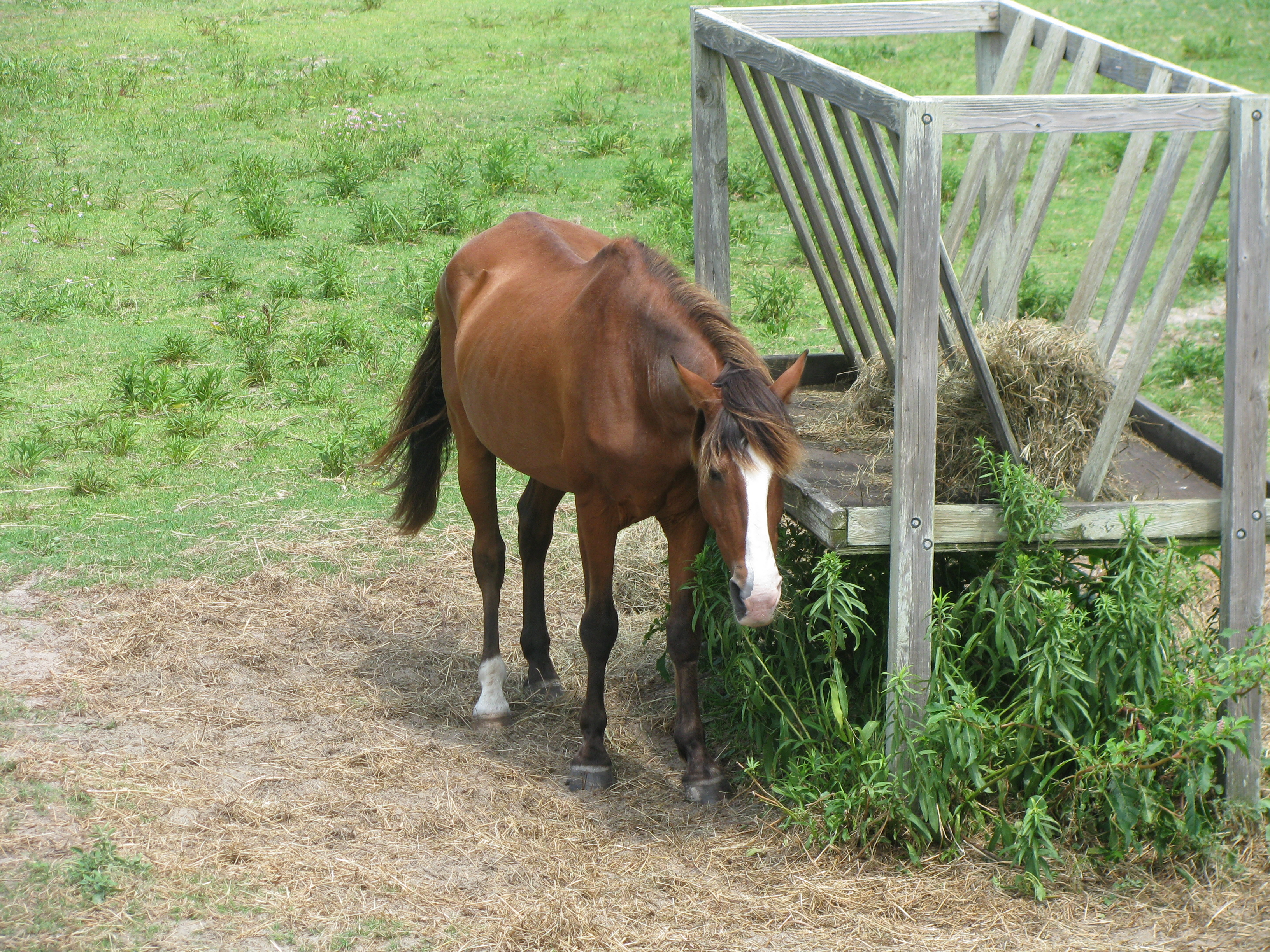
Un cheval des Outer Banks sur l'île d'Ocracoke.

La population équine de l'île d'Ocracoke a varié de 200 à 500 chevaux au fil du temps, les animaux parcourant librement l'île. En 1957, la construction de la Highway 12 commence à poser problème, tout comme l'érosion de la plage due aux dommages subis par les plantes des dunes. Le National Park Service souhaite l'évacuation de tous les chevaux, mais face aux protestations des habitants, ils autorisent une partie de la harde à rester. Depuis 1959, les chevaux sont confinés à une zone clôturée d'environ 0,73 km2. Cette zone protège les chevaux du trafic sur la Highway 12, tout comme elle assure la sauvegarde de l'île contre le surpâturage. Le NPS, autorité de gestion du troupeau d'Ocracoke, leur donne des suppléments de nourriture avec du foin et des céréales. En 2006, à des fins de précaution contre les croisements consanguins, deux poulains de la harde de Shackleford sont emmenés à Ocracoke. En 2009, la population est de 19 animaux, ils sont devenus l'une des attractions les plus populaires de l'île. Des plateformes d'observation ont été installées pour que les touristes puissent les observer.

### Shackleford Banks
Les chevaux de Shackleford Banks forment le plus grand groupe génétiquement viable, ils sont mieux protégés que les autres populations car la loi publique 105-229, plus connue sous le nom de Shackleford Banks Wild Horses Protection Act, a été votée en 1998, stipulant qu'ils doivent être gérés conjointement par le National Park Service et une autre entité qualifiée à but non lucratif (actuellement la Foundation for Shackleford Horses). La harde est limitée à 120-130 chevaux. La gestion de la population est complétée par des adoptions et l'injection du contraceptif Porcine zona pellucida (PZP) aux juments, individuellement et par l'intermédiaire de fléchettes. La population de chevaux de l'île est contrôlée par le marquage au fer froid, un numéro étant apposé sur la partie arrière gauche de la croupe de chaque animal. L'identification des individus permet au National Park Service d'assurer des ratios de genre corrects et de sélectionner les juments auxquelles injecter le PZP. Depuis 2000, les adoptions des chevaux de Shackleford sont gérées par la Foundation for Shackleford Horses. En 2007, 56 d'entre eux trouvent de nouveaux foyers, 10 résident avec un autre troupeau sur Cedar Island, et deux sont transférés dans le troupeau d'Ocracoke.

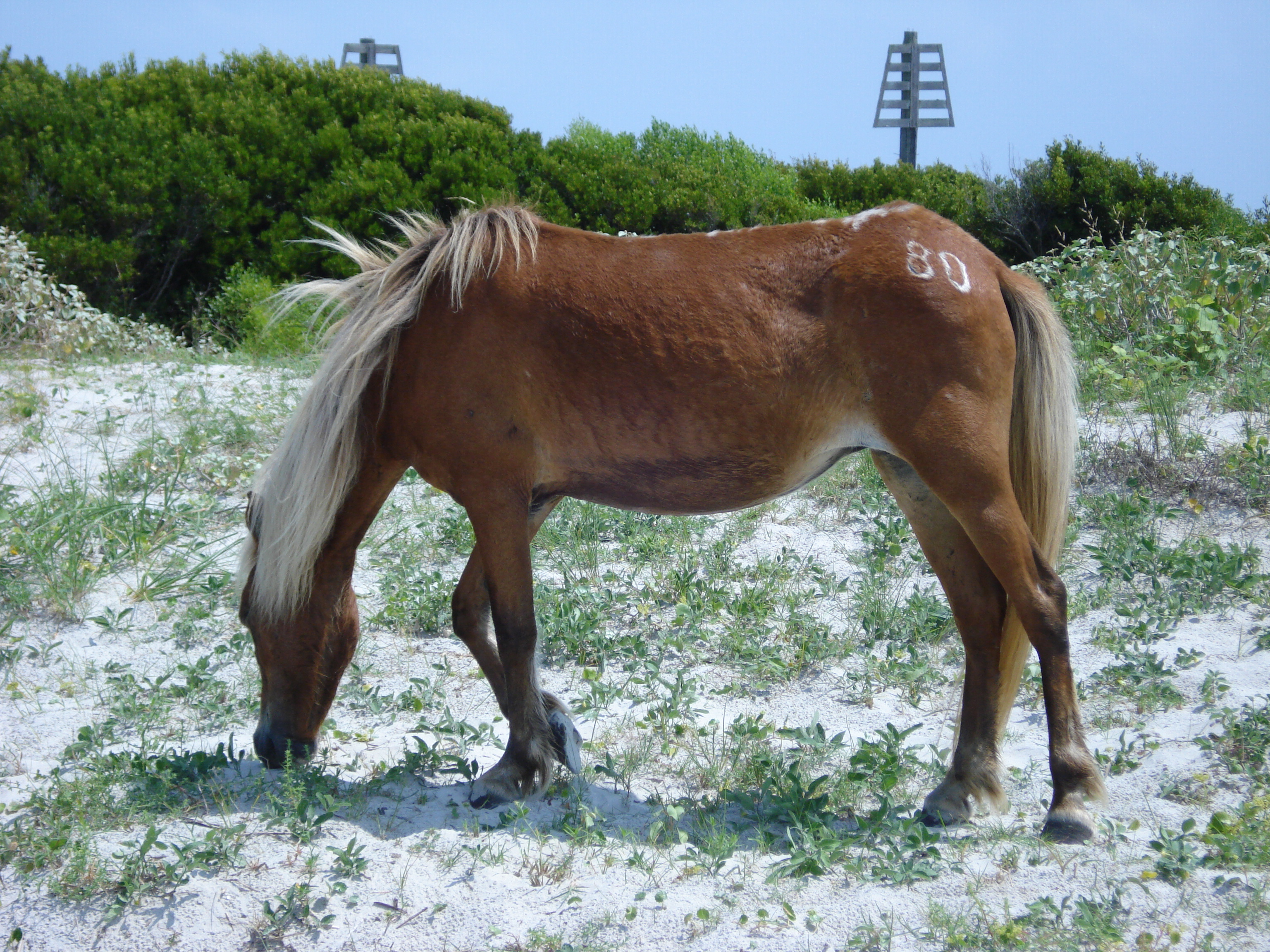
Une jument marquée au fer froid sur Shackleford Banks.

Le 12 novembre 1996, les chevaux sont enlevés de Shackleford par le ministère de Caroline du Nord, division vétérinaire de l'agriculture, et testés pour l'anémie infectieuse des équidés (AIE). L'AIE est une maladie potentiellement mortelle, une lentivirus transmise par les fluides corporels et les insectes. Soixante-seize des 184 chevaux capturés sont testés positifs. Les testés négatifs sont autorisés à rester sur l'île, et les porteurs de la maladie sont transportés dans une installation temporaire de quarantaine. Trouver un endroit isolé permanent pour un si grand nombre de chevaux est une tâche difficile pour la Fondation. Huit jours plus tard, l’État déclare tous les sites proposés pour le troupeau inadaptés. Il ordonne l'euthanasie des 76 chevaux infectés. Deux meurent dans le processus, l'un est mortellement blessé lors de sa capture, et un poulain non infecté se glisse dans le troupeau en quarantaine pour rejoindre sa mère.
Plus tard, la pouliche MissIsabel, née pendant le passage de l'ouragan Isabel sur l'île Shackleford en septembre 2003, est devenue une célébrité.

### Currituck Banks
Les chevaux de Corolla sont un peu le symbole de la résistance animale sur les îles désolées où ils résident, et une part de la mystique des habitants. L'île est restée très longtemps sous-développée, et les touristes charmés par ce paysage et ces chevaux sauvages pâturant librement ont afflué. Conséquence du développement de Corolla dans les années 1980, les chevaux des Currituck Banks viennent au contact des hommes plus fréquemment. Dix-sept d'entre eux sont tués par des automobiles traversant la Highway 12 nouvellement construite en quatre ans, dont onze pour la seule année 1989, incluant trois juments pleines. Cette même année, la Corolla Wild Horse Fund, une organisation à but non lucratif, est créée pour protéger les chevaux des interactions avec les hommes. Grâce à ses efforts, un troupeau est déplacé vers une partie plus reculée de l'île le 24 mars 1995, puis est enfermé dans une zone de 7,28 km2, composée de terres fédérales et de dons privés. La Corolla Wild Horse Fund déclare le site « sanctuaire du cheval sauvage ». La population est désormais gérée par l'adoption des yearlings, qu'ils soient mâles ou femelles. Malgré ces précautions, des chevaux parviennent toujours à franchir les barrières et à s'égarer dans les zones urbaines, sept d'entre eux sont tués par balles entre 2001 et 2007. Ils demeurent menacés par des projets de développement immobilier, mais aussi par la consanguinité car la harde est limitée à 60 individus, un nombre insuffisant pour maintenir la diversité génétique.

### Site de Rachel Carson,North Carolina National Estuarine Research Reserve
Une harde vit sur le site de Rachel Carson, une partie de la North Carolina National Estuarine Research Reserve, série de cinq petites îles et de plusieurs marais salants. Il n'y avait aucun cheval dans ce sanctuaire jusqu'aux années 1940. On ignore s'ils ont nagé depuis la proche Shackleford, ou s'ils ont été laissés par des résidents qui avaient utilisé ces îles pour faire paître du bétail. Ils sont détenus et gérés par l'État de Caroline du Nord, et considérés comme une ressource culturelle.
Aucune action de gestion n'est mise en place jusqu'à la fin des années 1980 et le début des années 1990, où après de nombreuses années sans aucun problème de population, la capacité porteuse de l'île est dépassée. La malnutrition causée par la surpopulation entraîne la mort de plusieurs chevaux, le personnel de la réserve institue un programme de contrôle des naissances pour réduire le troupeau à environ 40 têtes.

## Utilisations
Les chevaux adoptés par des particuliers sont souvent montés pour le loisir, ou attelés. D'un naturel calme, ils peuvent être utilisés comme monture par les enfants. Ils ont été montés plusieurs fois en patrouille avec succès.
Avant 1915, le United States Life-Saving Service utilise ces chevaux pour la surveillance et les secours sur la plage. En plus de porter les patrouilles des rangers du parc, les chevaux charrient du matériel vers et à partir des sites d'épaves. Pendant la Seconde Guerre mondiale, la garde côtière les utilise pour ses patrouilles. Dans les années 1980, des chevaux sont montés pour la surveillance des plages à Cape Hatteras National Seashore.
En 1955, dix chevaux sont capturés de la harde de l'île d'Ocracoke dans le cadre d'un projet pour la troupe 290 des scouts. Après les avoir pris et marqués, les scouts les forment pour des activités de service public. Ces chevaux sont montés en parade équestre et utilisés comme montures pendant les programmes de pulvérisation contre les moustiques des marais salants.

#### Encyclopédies de races
- (en) Bonnie Lou Hendricks, International Encyclopedia of Horse Breeds, Norman, University of Oklahoma Press, 1995, 1re éd., 486 p. (ISBN 978-0-8061-2753-8, LCCN 95011430, lire en ligne), p. 63-65
- (en) Judith Dutson, Storey's Illustrated Guide to 96 Horse Breeds of North America, North Adams, Storey Publishing, 2005, 406 p., poche (ISBN 978-1-58017-612-5, OCLC 61178193, LCCN 2005021730), p. 323-5
- (en) Fran Lynghaug, « Banker horse », dans The Official Horse Breeds Standards Guide: The Complete Guide to the Standards of All North American Equine Breed Associations, Voyageur Press, 2009 (ISBN 9780760334997), p. 37-45

#### Articles
- (en) William B. Blythe, « The banker ponies of North Carolina and the Ghyben-Herzberg principle », Transactions of the American Clinical and Climatological Association, vol. 94,‎ 1983, p. 63-72 (lire en ligne [PDF], consulté le 18 novembre 2008)
- (en) Gene W. Wood, Michael T. Mengak et Mark Murphy, « Ecological Importance of Feral Ungulates at Shackleford Banks, North Carolina », American Midland Naturalist, vol. 118, no 2,‎ 1987, p. 236-44 (DOI 10.2111/1551-5028(2004)057[0253:FHSHUO]2.0.CO;2)
- (en) Richard Rheinhardt et Martha Rheinhardt, « Feral Horse Seasonal Habitat Use on a Coastal Barrier Spit », Journal of Range Management, vol. 57, no 3,‎ mai 2004, p. 253-258 (DOI 10.2111/1551-5028(2004)057[0253:FHSHUO]2.0.CO;2)